# Skönköping
Skönköping (originaltitel Pleasantview) är den enda staden som funnits med i alla versioner av datorspelet The Sims. I The Sims 3 utspelar sig händelserna i staden 50 år före The Sims 2, och staden hette då Sunset Valley innan man 25 år senare bytte namn, samma period som händelserna i första The Sims utspelar sig. Stadens huvudkaraktärer är familjen Spökh. Då spelaren inleder spelet har staden inte stor befolkning. Minst befolkning har staden i första The Sims och mest i The Sims 3.
Det som skiljer staden mellan The Sims och The Sims 2 som utspelar sig 25 år senare är att karaktären Mortimer Spökhs fru, Bella har blivit bortrövad av utomjordingar, samma dag som systrarna Caliente flyttade in till staden. Mortimer Spökh har även blivit stadens rikaste invånare och hans dotter Cassandra har blivit förlovad med Don Lothario samtidigt som David Drömmare blivit intresserad av henne. När man inleder staden finns två familjer redo att flytta in Förort och Gamling.
På Storgatan finns numera tre shoppingbutiker, en klädbutik, en matbutik och en spelhall. På Storgatan finns också ett spa med swimmingpool som simmarna kan besöka utan kostnad. I första The Sims fanns inga byggnader i staden. Fem villor ligger på Storgatan, varav tre är bebodda av familjerna Drömmare, Lothario och Caliente. På Skogsvägen finns en park med en insjö och tre hus som är till salu, på samma gata bor också familjen Pank. På Rettvägen finns två herrgårdar som är till salu, varav den på nummer 113 är värderad till 239 117§, den högst värderade tomten i staden. På Simgatan bor familjen Trevlig och Spökh. På gatan finns även vid starten fyra tomma villor. På Ekvägen finns enbart ett hus som är till salu för 12 147§. 